# Октавіан Август
Гай Юлій Цезар Октавіан Август (лат. Gaius Iulius Caesar Octavianus Augustus; при народженні — Гай Октавій Турін лат. Gaius Octavius Thurinus; 23 вересня 63 до н. е. — 19 серпня 14 н. е.) — римський державний і військовий керівник, наймогутніший імператор Римської імперії з 27 року до н. е. і до своєї смерті в 14 році н. е. 
Двоюрідний онук, прийомний син і спадкоємець Гая Юлія Цезаря. Колись словом «август» називали тільки те, що мало божественне походження. Привласнивши собі цей титул, імператор фактично дорівняв свою владу до божественної, пізніше на його честь у деяких мовах було названо восьмий місяць року. Саме на цей час правління Октавіана Августа припадає народження Ісуса Христа.
Август — засновник юліансько-клавдіанської династії. Відзначився перемогою в 31 до н. е. при Акції над римським полководцем Марком Антонієм і єгипетською царицею Клеопатрою, завершив громадянські війни (43—31 до н. е.), що почалися після смерті Цезаря. Зосередив у своїх руках диктаторську владу, зберігши традиційні республіканські установи, започаткувавши нову форму суспільного устрою «принципат». Пізніше термін «Август» (з латини звеличений богами) набув значення титулу імператора. Час правління Августа вважається золотим віком римської літератури і мистецтва (Вергілій, Горацій, Овідій, Тит Лівій та ін.). Вважається одним з найефективніших і найсуперечливіших лідерів людської історії.

## Дитинство та юність

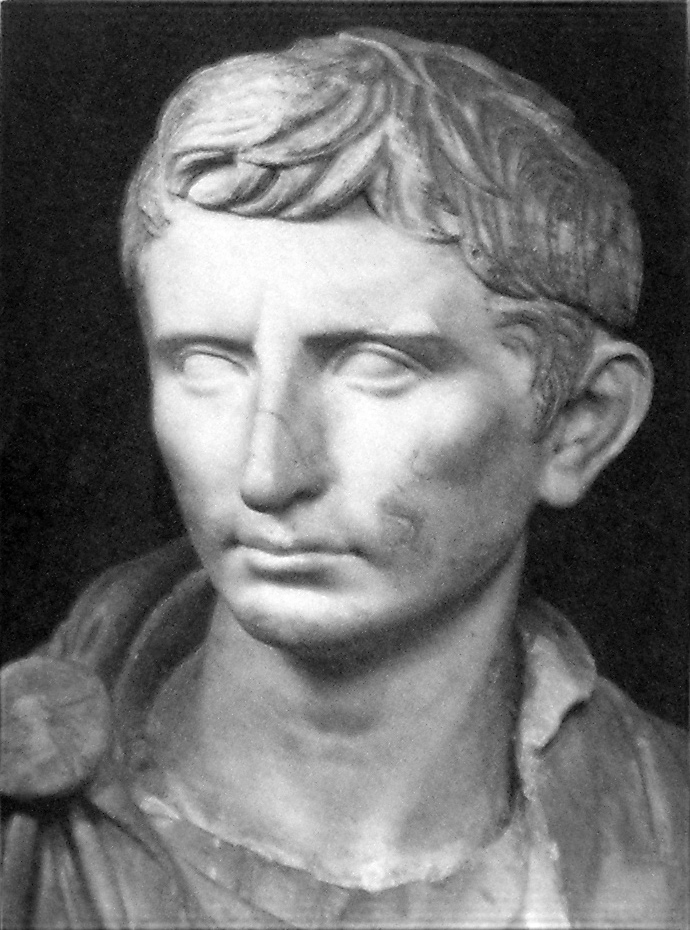
Октавій у юності

Гай Октавій Турін (Gaius Octavius Thurinus) народився в Римі 23 вересня 63 до н. е. і походив із заможного і шановного сімейства, найбільшим досягненням якого за попередні півтора століття була посада військового трибуна, яку здобув прапрадід Октавія. Його дід обіймав посаду в провінційних магістратурах вольського міста Велітри і набув великих статків. Батько, Гай Октавій († 58 до н. е.), перший представник роду, що став сенатором, у 61 до н. е. був претором і успішно керував Македонією, брав участь в придушенні повстання Спартака — імовірно, саме перемога над рабами-втікачами біля містечка Турії стала нагодою додати до імені сина прізвисько Турін (Thurinus). У період боротьби за владу Марк Антоній намагався очорнити конкурента, стверджуючи, що дід був міняйлом, а прадід — вільновідпущеним, але, наскільки відомо, це не відповідає дійсності, як і численні улесливі перекази про походження імператора від богів та чудесні знамення, що провіщали майбутню велич, і котрі були поширені під час його правління.
Октавій отримав належне знатному римлянинові виховання. Серед його вчителів згадуються раб-педагог Сфер і грецький філософ Арій родом з Александрії. Грецької мови майбутнього імператора навчав Аполлодор з Пергама, тому він добре орієнтувався в грецькій поезії і захоплювався древньою комедією. Латинській риториці Октавій навчався в Марка Епідія.
Мати Октавія, Атія, була дочкою Юлії, сестри Юлія Цезаря. І цей родинний зв'язок обумовив блискучу кар'єру майбутнього імператора. У 12 років, відповідно до римських звичаїв, Октавій вимовив публічну похвально-поминальну промову до кончини своєї бабусі Юлії (51 до н. е.). У цьому виступі підкреслювалися родинні зв'язки з могутніми Юліями, і насамперед із самим Цезарем. 18 жовтня 48 до н. е., у віці 15 років, Октавій одягнув на себе чоловічу тогу, тобто був визнаний повнолітнім. Цезар виділяв юного Октавія з-поміж своїх родичів, покладаючи на нього особливі надії. Він був включений до колегії жерців-понтифіків, яких очолював сам Цезар; це дозволило Октавію ввійти із самого початку до верхніх ешелонів влади Римської держави, стати патрицієм. З доручення Цезаря керував Грецькими іграми (це закінчилося для нього тяжкою хворобою), а в 47 до н. е. був префектом міста під час Латинських ігор. Сімнадцятирічний Гай Октавій Фурін був серед відзначених під час тріумфу Цезаря в серпні 46 до н. е. за перемогу в африканській кампанії. Цезар також брав його в іспанську кампанію 45 до н. е. У 44 до н. е. Октавій перебував в Аполлонії (Епір, сучасна Албанія), де, ймовірно, узяв участь у підготовці походів проти даків та парфян або македонців.
Із заповіту вбитого 15 березня 44 до н. е. Юлія Цезаря стало відомо, що Октавій оголошується названим сином і спадкоємцем трьох чвертей майна. Заповіт Цезаря був розрахований на природний хід подій, тому загибель імператора під ножами змовників відкрила перед Римом перспективу не тільки державного заколоту, а й громадянської війни. Октавій став перед вибором: прийняти спадщину вбитого диктатора і вступити в боротьбу за владу або відмовитися від неї і назавжди залишити політику.

## Сходження до влади
Повернувшись до Італії, Октавій вирішив домагатися одержання небезпечної спадщини, попри те, що позиції вісімнадцятирічного юнака були дуже слабкі. У той час у Римі боролися дві партії: республіканська, що скинула Цезаря, і партія Марка Антонія і Марка Емілія Лепіда, що, під приводом помсти за смерть Цезаря, прагнула лише захопити владу у власні руки. Боротьба скінчилася перемогою цієї партії, провідник котрої, консул Марк Антоній, користувався майже необмеженою владою. Республіканська партія поставилася до Октавія з природною підозрою, а Марк Антоній, захопивши гроші й архів Цезаря, відповів йому відмовою. Маючи у своєму активі тільки факт усиновлення, Октавій вирушив до Брундизія (де тоді перебувало військо і куди надходило спорядження і гроші для війни у Македонії), де прибрав собі ім'я Гай Юлій Цезар Октавіан (сам він ніколи не додавав Октавіан, але тільки цим ім'ям його називали супротивники і під ним він увійшов до історії, щоб уникнути плутанини). Цей демарш мав свідчити, що він приймає заповіт. Октавіан почав збирати прихильників і в першу чергу намагався здобути прихильність Цицерона, який наївно вважав, що має можливість скористатися юнаком як засобом у боротьбі з Антонієм, а потім скинути його з рахунків.
Наприкінці квітня Октавіан з'явився у Римі як приватна особа, з невеликим почтом, де 9 травня оголошує на народних зборах, що приймає спадщину Цезаря. Після цього, відповідно до заповіту, роздав римлянам належні гроші по 300 сестерціїв, причому з власної кишені, і улаштував своїм коштом ludi Victoriae Caesaris (ігри на честь перемог Цезаря). Марк Антоній тим часом силою проводить через сенат аграрний закон та закон про обмін провінціями, що мали підсилити його владу. Боротьба між Октавіаном та Марком Антонієм почала непокоїти партію цезаріанців, і вони двічі робили урочисті демонстративні примирення, які завершувалися нічим. Коли у вересні назрів розрив між Марком Антонієм і сенатом, де гору взяв Цицерон та партія республіканців, Октавіан нелегально зібрав військо з трьох тисяч ветеранів армії його названого батька, а також зумів переманити на свій бік два легіони Марка Антонія, пообіцявши вп'ятеро більшу платню і уклав угоду з Децімом Юнієм Брутом, одним з убивць Цезаря (який через Марка Антонія втратив провінцію Галлію).
Оголосивши війну Марку Антонію, сенат на пропозицію Цицерона визначив офіційний статус Октавіана, зробивши його сенатором в ранзі квестора і оголосивши претором надали повноту військової влади; при цьому сенат також зобов'язав його допомагати у веденні війни двом консулам, обраним 43 до н. е. У битвах 14 та 21 квітня Марк Антоній двічі був розбитий біля Мутини (див. Мутинська війна), де Октавіан бився як звичайний легіонер. Марк Антоній втік до Галлії, обидва консули загинули, і в такий спосіб Октавіан виявився командувачем усієї переможної армії. У Римі республіканське угруповання святкувало перемогу, Цицерон оголосив Марка Антонія ворогом батьківщини. При цьому тріумф дістався Деціму Юнію Бруту, а Октавіану лише овація. Сенат намагався відсторонити Октавіана від активної військово-політичної діяльності і постановив передати владу над морем Сексту Помпею, Марку Бруту — Македонію, а Кассію — Сирію. Октавіан негайно зажадав собі консульства і, коли сенат став заперечувати, рушив маршем на Рим. Війська в місті стали на його бік і неминучого пограбування міста вдалося уникнути.
Октавіан був обраний консулом 19 серпня 43 до н. е., у віці двадцяти років, разом зі своїм дядьком Квінтом Педієм і виконав свій перший обов'язок перед названим батьком тим, що вів закон про проскрипції щодо його вбивць. Тепер спадкоємець Цезаря міг вести переговори на своїх умовах з Марком Антонієм, котрий об'єднав у Галлії сили з Марком Емілієм Лепідом. Утрьох вони зустрілися в Бононії (суч. Болонья) і уклали угоду про розділення між собою верховної влади і були проголошені тріумвірами з вищими повноваженнями на термін з 27 листопада 43 до н. е. по 31 грудня 38 до н. е. Лідером тріумвірату став Марк Антоній, старший за віком і становищем. З метою залякати опозицію і забезпечити себе потрібними коштами, тріумвіри піддали проскрипціям (списки осіб, що підлягали знищенню) триста сенаторів і дві тисячі осіб зі стану вершників. По всій Італії почалося полювання за людьми; під час втечі загинув Цицерон. Проскрипції створили в Римі атмосферу терору і змусили надовго замовкнути всіх уцілілих опозиціонерів. Однак боротьба за владу ще не була закінчена.
Марк Антоній і Октавіан вирушили в Македонію, щоб розбити Марка Юнія Брута і Гая Кассія (убивць Цезаря). Після перемоги при Філіппах (42 до н. е.) Марк Антоній прийняв під своє керування східні провінції, а Октавіан повернувся до Італії, де, провівши безжалісні конфіскації, забезпечив ветеранів земельними наділами. У 41 до н. е. він був змушений вести війну в Перузії (суч. Перуджа), придушуючи заколот, піднятий братом Марка Антонія Луцієм Антонієм, якого підтримувала Фульвія, дружина Марка Антонія. Антоній болісно сприйняв дії Октавіана, однак у 40 до н. е. в Брундизії між ними було досягнуте примирення, відповідно до якого Марку Антонію відходили всі східні, а Октавіану — усі західні провінції, за винятком Африки, що залишилася за Лепідом. Для підкріплення союзу Антоній оженився з Октавією, сестрою Октавіана (на той час Фульвія померла). У наступному році в Мизені, біля Неаполітанської затоки, був підписаний пакт із Секстом Помпеєм, у якому тріумвіри визнавали його владу над Сицилією, Сардинією і Корсикою. Потім Антоній повернувся на Схід. Секст незабаром денонсував Мізенський пакт, а між Октавіаном і Антонієм знову виникли тертя. Однак стараннями, що доклав Октавіан, у 37 до н. е. в Таренті було знов досягнуте примирення.
Тріумвірат, легальний термін влади якого минув, був продовжений на наступні п'ять років, і тріумвіри уклали угоду про спільні дії проти Секста Помпея. У 36 до н. е. Октавіан і Лепід організували висадку на Сицилії; хоча сам Октавіан зазнав жорсткої поразки і дивом не потрапив у полон, його вірний сподвижник і найкращий воєначальник Марк Віпсаній Агріппа врятував становище, і 3 вересня 36 до н. е. Секст був розбитий. Лепід, який посварився зі своїм союзником після перемоги, був покинутий своїми військами і усунутий. Октавіан, маючи з 38 до н. е. титул «imperator», що споконвічно позначав судову посаду, у віданні якої знаходилося військове командування, іменуючи себе imperator Caesar divi filius (імператор Цезар, син бога), повернувся до Риму, щоб відсвяткувати овацію, і серед інших почестей дістав священне звання плебейського трибуна.
Тепер Октавіан мав владу над усім Заходом, а Марк Антоній — над усім Сходом, і зіткнення двох верховних володарів ставало неминучим. Спадкоємець Цезаря набув авторитет і популярність завдяки перемозі над Секстом Помпеєм, що забезпечила безпеку шляхів зернових постачань до Риму, а зібравши свої війська, домігся ще більшої слави при завоюванні Іллірії (Далмації) у 35–33 рр. до н. е. У продовження наступних декількох років він і його сподвижники, особливо Агріппа (Еділ з 33 до н. е.), плідно займалися суспільними справами. Почалися безкоштовні роздачі солі й олії, відкривалися суспільні лазні, у театрах розкидалися тессери — своєрідні жетони, за якими можна було одержати гроші, одяг, продукти тощо. Демонструючи свою староримську добропорядність, Агріппа вигнав з Риму магів та астрологів. Нарешті, було заборонено відкривати судові справи за обвинуваченням у піратстві, тобто в співчутті і допомозі Сексту Помпею: це був жест убік сенату. Тим часом Марк Антоній утрачав свій вплив через безуспішні парфянські кампанії і ставав далеким римському народові, зійшовшись з Клеопатрою. Таким чином, Октавіан одержав можливість піднятися як провідник Італії й Риму, що виступає проти східної цариці і її занепалого коханця.
Криза настала по завершенні другого п'ятирічного терміну тріумвірату на початку 32 до н. е., коли прихильники Марка Антонія були обрані консулами, а Октавіан зажадав від Антонія скласти свої владні повноваження. Консули і більше ніж триста сенаторів виїхали з Італії і приєдналися до Антонія, однак Октавіан змусив дів-весталок анулювати заповіт Антонія й оприлюднити його з подіуму сенату. То був досить необдуманий документ, що підносив Клеопатру і всіх її дітей, породжених від Антонія і підбурив проти останнього суспільну думку. Спадкоємець Цезаря отримав можливість домогтися клятви в особистій вірності від усього народу Італії, що вимагали від нього стати вождем у війні. Усі західні провінції стали на його бік. Війна була оголошена особисто Клеопатрі, і 31 до н. е. Октавіан, укріпивши своє державне становище прийняттям консульства (протягом 32 до н. е. він залишався приватною особою), прийняв військове командування. У битві при Акції 2 вересня 31 до н. е. він завдав рішучої поразки об'єднаним арміям Марка Антонія і Клеопатри, що втекли до Єгипту. Ця звитяга зробила Октавіана повноправним господарем Римської держави. Незабаром після битви під Акції Октавіан вирушив до Афін й у Елевсині прийняв присвяту в Елевсинські містерії. Зиму 31/30 р. до н. е. він провів на Самосі, перебуваючись там, вступив у своє четверте консульство разом з Марком Ліцінієм Крассом, сином відомого тріумвіра. 1 серпня (секстиля, цей місяць пізніше назвуть на його честь augustus) 30 до н. е. він увійшов в Александрію; Антоній і Клеопатра заподіяли собі смерть. Статуї Марка Антонія і написи на його честь були знищені, його день народження був оголошений нещасливим днем (atri dies), всім Антоніям було заборонено в майбутньому брати ім'я Марк. Був анексований Єгипет і захоплені величезні скарби. Наступного року Гай Октавій Фурін повернувся до Риму, де відсвяткував потрійний тріумф: завоювання Іллірії, перемогу при Акції і завоювання Єгипту. Громадянські війни закінчилися.
На честь перемоги при Акції над своїми політичними супротивниками Октавіан у 29 до н. е. наказав розмістити в будівлі Римського Сенату (Курія Юлія) Вівтар Перемоги.

## Правління Августа

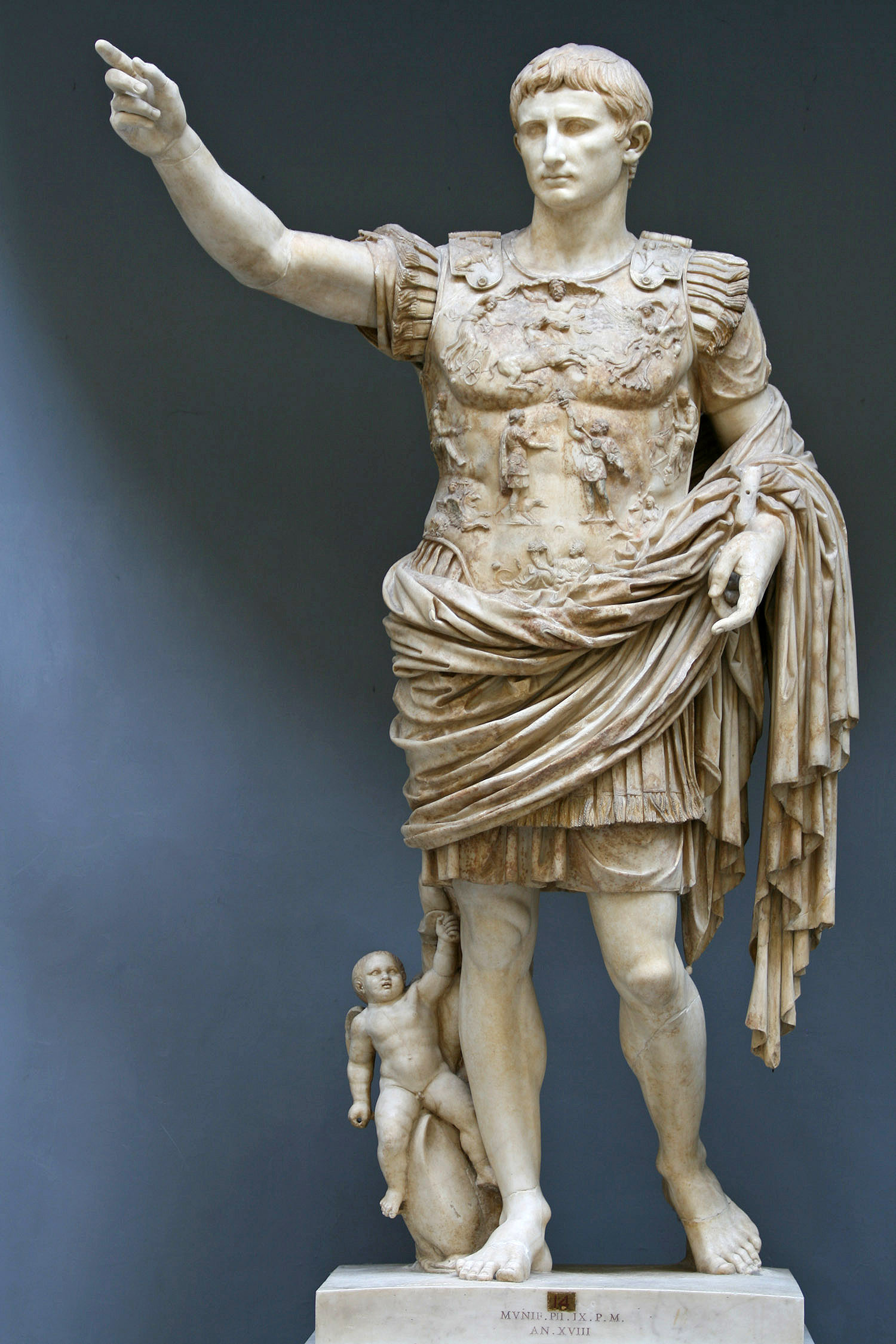
Divus Augustus — Август Прімапорта у Ватиканських музеях

Влада Октавіана в імперії стала незаперечною, однак законність її залишалася під сумнівом. Починаючи з 31 до н. е. він став щорічно обиратися на консульство, але при цьому перевищував усі законні повноваження, вимагаючи собі необмеженої верховної влади відповідно до народної клятви 32 до н. е. Тепер, після закінчення війни, подальше зміцнення особистої влади могло відштовхнути від нього вищі і середні шари італійського населення, налаштовані в республіканському дусі. У 28 до н. е. Октавіан зайнявся скасуванням протизаконних актів тріумвірату і разом зі своїм другом, консулом Агріппою, провів перепис і жорстку чистку сенату, що надто розрісся і мав у своєму складі безліч небажаних осіб. Примітна особливість нового списку сенаторів полягала в тому, що з 28 до н. е. першим у ньому значився Октавіан; тим самим він визнавався першоприсутнім у сенаті (princeps senatus). Це положення, що збереглося протягом усього його життя, було не тільки почесним, а й надавало можливість ефективно впливати на державні справи. Воно стало ще однією фундаментальною ланкою в складному оформленні його верховної влади. Античність бачила в титулі першоприсутнього (принцепса) суть усієї системи.
Потім, 13 січня 27 до н. е., Октавіан урочисто склав із себе надзвичайні повноваження і залишив за собою одне з двох щорічних консульств. Звичайно, ця комедія нікого не могла обдурити; сенатори хто щиро, а хто зі страху, побоюючись спізнитися з виявленнями вірнопідданства, благали Октавіана прийняти ці повноваження назад. Так що авторитет першоприсутнього в сенаті й до того довічна трибунська влада і присяга на вірність знову були доповнені тією владою, яку Октавіан мав як тріумвір. І все-таки Октавіан волів підкреслювати, що державу він передав сенату і народу і його необмежена влада ґрунтувалася на тому, що авторитету в нього було більше, ніж в інших, тоді як своїми повноваженнями він дорівнює іншим колегам. На знак подяки 16 січня 27 до н. е. сенат надав йому почесне ім'я Август: Імператор Цезар Август, син божественного. В імені усе було значущим. Наданий сенатом титул «імператор» (командувач), став довічним і позначав верховну владу, що включала командування військами, право стягувати податки, оголошувати війну й укладати мир, керувати провінціями і здійснювати владу над громадянами аж до життя і смерті сенатора і вершника. З цього моменту в античності вели початок римської монархії. Ставши особистим ім'ям, титул імператора мав свідчити, що всі ці функції властиві новому володареві, як раніше Цезарю. Друга компонента — Цезар — була до того прізвиськом одного з відгалужень патриціанського роду Юліїв; відтепер це було родове ім'я володаря, що провіщало про створення династії спадкоємців Цезаря. Август взяв на себе справу замирення провінцій. З цією метою він був призначений на десять років правителем великих провінцій, включаючи Іспанію (крім її південної області, Бетіки), Галлію, Сирію і Єгипет. За винятком цих повноважень, що мали прецеденти в епоху пізньої республіки, коли такі надзвичайні повноваження були по голосуванні в сенаті надані Помпею і Цезарю, державний лад республіки був відновлений. Показово, що Октавіан завжди протестував, коли його називали паном (dominus) і всіляко намагався уникати урочистих церемоній. Він категорично відмовлявся від диктаторської влади і від обрання довічним цензором. Взагалі Октавіан намагався поводитися як звичайний пересічний громадянин. Разом зі своїми кандидатами він обходив громадян, вербуючи на виборах для них прихильників за староримською традицією; він і голосував, як простий громадянин, не втручався у відправлення правосуддя, навіть коли мова йшла про його друзів. Вільні вибори були відновлені; магістрати під керівництвом сенату виконували свої звичайні функції; проконсули, що одержували владу над провінціями терміном на один рік, більше не підпорядковувалися Августу. На монетах Октавіан Август був позначений як захисник волі римського народу. При цьому він зберіг контроль над усіма легіонами, за винятком тих, котрими командували проконсули Іллірії, Македонії й Африки.
27–25 роки до н. е. Август провів у своїх західних провінціях, де йому нарешті вдалося підкорити неспокійні племена Північно-Західної Іспанії, Астурії і Кантабрії. При тому щороку Октавіан виставляв свою кандидатуру на консульство і, природно обирався на цю посаду. Настільки тривале перебування як консула не передбачалося постановами 27 до н. е. і тому стало викликати дедалі дужче невдоволення. З одного боку, шляхта мала свої претензії через те, що шанси одержати консульство впали вдвічі. З іншого боку, усі усвідомлювали, що настільки тривале перебування однієї персони у вищій державній посаді суперечить закону і духові республіки. Невдоволення досягло вищого рівня в 23 до н. е., коли Авл Теренцій Вар Мурена, другий консул і до того вірний соратник Августа, організував змову з метою його убивства. Август зрозумів, що, якщо він хоче уникнути долі Юлія Цезаря, йому доведеться піти на серйозніші поступки, і з 1 липня 23 до н. е. Август відмовився від консульства, після чого, за винятком двох років (5 і 2 до н. е.), ніколи більш не домагався його, але натомість одержав довічну трибунську владу з правом вносити на засіданнях сенату пропозиції, а також довічну проконсульську владу, яка всупереч римським звичаям діяла й у самому Римі, і за його межами. У 24 до н. е. постановою сенату Август був звільнений від законодавчих обмежень. У 19 до н. е. йому були надані знаки консульської влади і 12 лікторів, а також право сидіти між консулами. Після смерті Лепіда Август став (12 до н. е.) великим понтифіком, тобто головою римського жрецтва. З 13 до н. е. рішення Августа, ухвалені разом з його пасинком Тіберієм або з ким-небудь іншим, прирівнювалися до постанов сенату. Під різними приводами Август наділявся надзвичайними повноваженнями. Тричі (у 19, 18 і 11 рр. до н. е.) він одноосібно призначався попечителем законів і добрих удач. Август залишився проконсулом своїх провінцій (його правління в них не припинялося аж до 17 до н. е.), однак, бажаючи продемонструвати, що його влада протриває не довше, ніж це буде необхідно, Август відмовився від провінцій, у яких уже був встановлений мир, — Нарбонської Галлії (Південної Галлії) і Кіпру. Як компенсацію Август одержав majus imperium, тобто вищі повноваження стосовно інших проконсулів, і в разі потреби мав право не зважати на їх рішення. Він також одержав повноваження скликати сенат і визначати його діяльність. 2 до н. е. Август одержав титул батька батьківщини, який надав йому «батьківську» владу над Римом і римлянами. До нього цей титул належав тільки Цицерону та Цезарю.
22 до н. е. Август відбув у тривалу подорож східними провінціями і не повертався в Рим до 19 до н. е. Якщо республіканська опозиція була задоволена новим станом справ, то народ ним був незадоволений і пропонував установити диктатуру, прийняти річне консульство з безстроковим продовженням, а також кілька інших неординарних посад. У 22 і 20 до н. є народ наполягав на його обранні консулом, однак Август відмовився прийняти цю посаду.

### Експансія Римської імперії
Август не був видатним полководцем, але він істотно розширив кордони імперії в результаті тривалих війн, частину з яких він вів сам, але більшість велася Агріппою, Тиберієм, Друзом і іншими компетентними воєначальниками. Августа не приваблювали східні завоювання, і він противився суспільній думці, що підтримувала ідею відплати Парфії. У 20 до н. е. Август змусив парфян видати штандарти і бранців, захоплених у Красса в битві при Каррах у 53 до н. е. і визнати римського ставленика на вірменському престолі. Август підтвердив права всіх залежних правителів, яких Марк Антоній посадив на Сході, зокрема Полема Понтійського, Амінта Галатського, Архелая Каппадокійського та Ірода Юдейського. В Європі, крім замирення Іспанії, зусилля Октавіана були спрямовані на достатнє зміцнення північної границі; північні межі Італії залишалися дуже уразливі.
Першим етапом були завоювання альпійських областей, Реції й Норику аж до Дунаю, що здійснювалися Тиберієм і Друзом (16–14 до н. е.). У наступні п'ять років (13–9 р. до н. е.) Агріппа і потім Тиберій підкорили Паннонію, тим часом Друз, рушивши до сходу від Рейну в Німеччину, досяг Ельби. Після смерті Друза в 9 до н. е. його військову задачу взяв на себе Тиберій. 4–6 р. н. е. була завойована Мезія. Але низка поразок, зокрема від Армінія, короля герусків, який у Тевтобурзькому лісі (9 н. е.) повністю знищив три легіони Квінтілія Вара, командувача римськими частинами в Німеччині, змусила Августа відмовився від своїх амбіційних планів і легіони відступили за Рейн. Незважаючи на цю невдачу, досягнення Августа були величезні.
Він просунув північні кордони до Дунаю і приєднав до імперії чотири провінції — Рецію, Норик, Паннонію і Мезію. Оскільки ці провінції разом з Ілліріею були додані до областей його правління, та його вага в уряді імперії значно зросла. Крім того, військові частини були виведені з Македонії, і, таким чином, тільки один легіон, що підкорявся проконсулові Африки, залишався не під його командуванням.

### Військо
Заслугою Августа було створення постійної армії, потребу в якій імперія відчувала давно. Після битви при Акції він розпустив більшу частину величезних армій, сформованих ним і Марком Антонієм. Збройні сили відтепер становили 28 легіонів (число яких після поразки Вара скоротилося до 25), які стали постійними військовими підрозділами і багато з них існували протягом століть. З 30 до н. е. Август установив рекрутський набір із шістнадцятирічного віку, а в 6 році н. е. — з двадцяти років. Головною фінансовою проблемою, з якою сенат ніколи не зіштовхувався в часи республіки, стало наділення демобілізованих ветеранів земельними наділами і грошовими нагородами. До 6 року н. е. Август сам купував необхідні землі або оплачував допомогу власним коштом. Потім він створив особливу військову скарбницю і всупереч сенатській опозиції установив новий податок із громадян Риму для її наповнення. Допоміжні частини в провінціях, що раніше набиралися нерегулярно, також були реорганізовані і переведені на постійну основу. Були створені також два постійних флоти, що базувалися в Равенні й Мізені. Іншим нововведенням у військах стала реорганізація традиційних загонів охоронців (преторіанських когорт) проконсулів у численний і постійний підрозділ з дев'яти когорт (дев'ять тисяч воїнів), розміщених навколо Риму. З ними були тісно зв'язані ще три міські когорти, розташовані в самому Римі.

### Цивільнаадміністрація

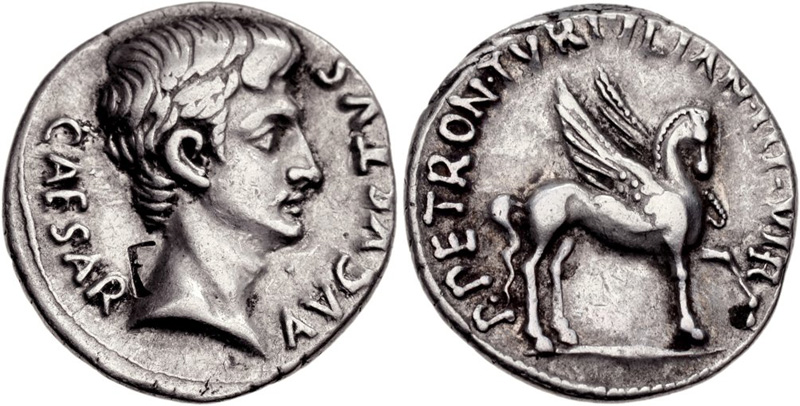
монета Октавіана Августа

Для виконання різноманітних завдань Август створив у допомогу собі адміністративну машину, за своїм характером рудиментарну, призначену для конкретних справ без чіткої внутрішньої координації. Він призначав сенаторів з консульського або преторіанського середовища як своїх уповноважених (легати Августа) для управління своїми провінціями і командування легіонами (за винятком Єгипту. Він також уводив старшого сенатора в консульський ранг як префекта міста для підтримки порядку в Римі силами міських когорт; уперше таке тимчасове призначення пішло під час перебування Августа в Іспанії в 26 до н. е., а потім, бувши відновлене в період його перебування в Галлії в 16–13 до н. е., набуло постійного статусу аж до кінця його правління. Для командування допоміжними частинами і керування маленькими провінціями імператор звичайно використовував префектів вершницького рангу. Август використовував вершників для командування знову організованими загонами пожежників, для забезпечення зернових постачань до Риму і як командирів преторіанської гвардії. Для контролю своїх фінансових інтересів у провінціях Август використовував приватних агентів (прокураторів), що відали його приватним майном, але також збирали прибуток і робили виплати військовим частинам; прокуратори зазвичай були людьми з вершницького стану, однак деякі з них, а також усі їхні підлеглі, виходили з-поміж вільновідпущеників і рабів Августа.
Під управлінням Августа провінції приносили великий прибуток. По-перше, провінції користалися з плодів миру, що встановився після громадянських воєн і пов'язаних з ними нещасть. По-друге, Август скасував чинну раніше систему стягування податків у провінціях і разом з нею поклав кінець вимаганням з боку відкупників, установивши фіксований рівень податків, що залежить від цензу населення і власності. У своїй частині імперії він відібрав для управління найкращих людей і тримав їх під власним контролем. Іноді, користуючись своїми правами, Август припиняв зловживання в інших провінціях і спростив процедуру, відповідно до якої їхні жителі могли вимагати задоволення від правителів, що займалися здирництвом.

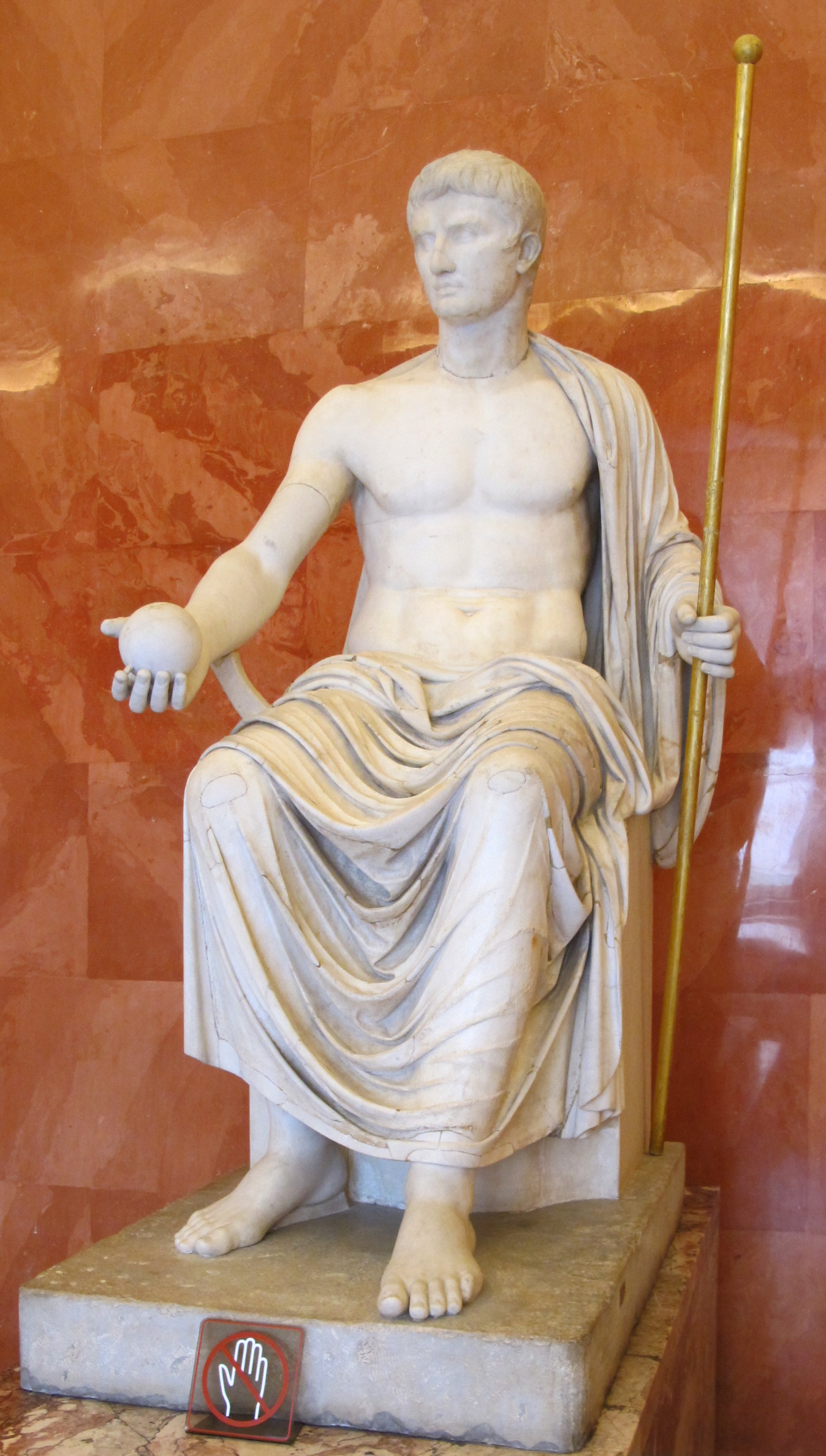
Октавіан Август у вигляді Юпітера

### Соціальна й релігійна політика
Август намагався реформувати релігійне, моральне і соціальне життя римського народу. Він відновлював занедбані храми, забуті ритуали, діяльність жрецтва й у цілому робив зусилля, щоб пожвавити старі релігійні традиції, перейняті патріотичним духом. У сфері моралі імператор намагався відновити священне ставлення до шлюбу і стимулювати народжуваність, з цими цілями провівши близько 18 до н. е. два закони — lex Julia de adulteris, що визнавав подружню зраду злочином, і lex Julia de maritandis ordinibus, що передбачає покарання неодружених і бездітних громадян і заохочення батьків великих сімейств. У 17 до н. е. святкуванням Секулярних ігор було оголошено настання нової, кращої ери. Пізніше, за допомогою двох законів. Август упорядкував і обмежив звільнення рабів, намагаючись припинити поширення фальсифікації громадянства, що практикувалася серед вільновідпущеників.
Особливу обережність Август виявляв до проявів поклоніння своїй особі. Відомо, що деякі нововведення Цезаря в цій області підірвали його популярність сильніше, ніж прийняття ним культових почестей від римських громадян. Август наполіг на визнанні «божественності» свого названого батька і вибудував у його честь чудовий храм, однак сам у міру своїх сил забороняв римлянам підносити собі почесті як богу. Він був обережний навіть у відношенні провінцій. У східних областях була давня традиція поклоніння проконсулам, але Август дозволив там будувати храми не інакше як «Риму й Августу». Разом з тим він, очевидно, прийшов до визнання значущості свого культу як висловлення лояльності до імперії і навмисно вводив його в відсталіших, недавно завойованих провінціях Заходу, спорудивши в 12 до н. е. вівтар у Лугдуні (Ліон), де галльські громади поклонялися Риму й Августу, а пізніше спорудивши подібний вівтар для германців.

## Спадок

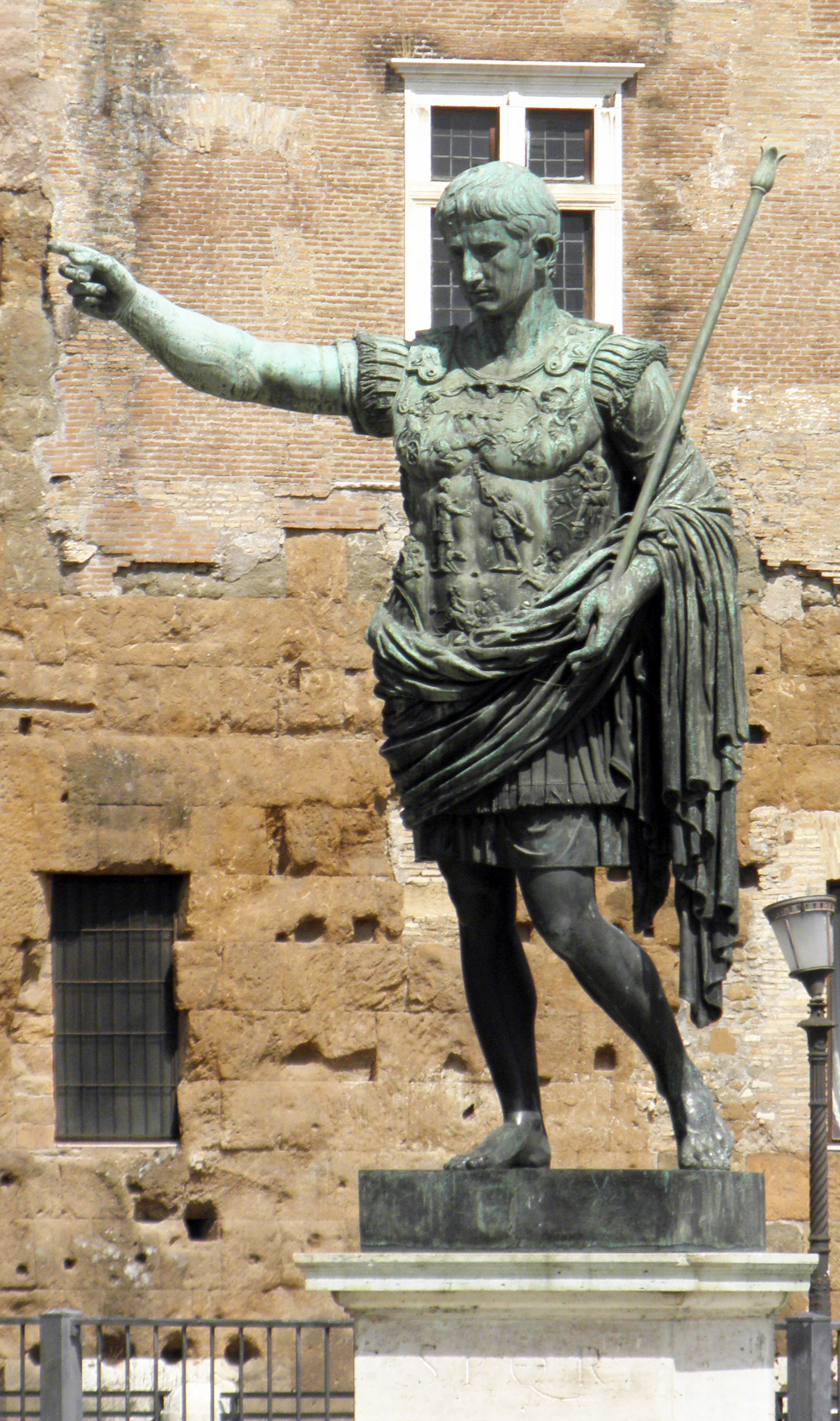
Пам'ятник імператору Октавіану Августу у Римі